# Fernando de Mena

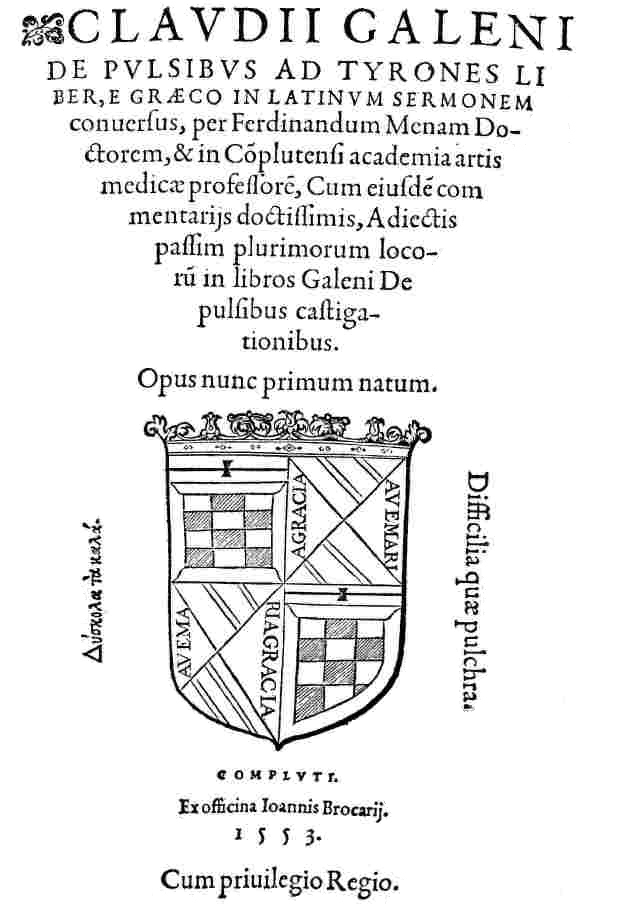
Claudii Galeni de pulsibus ad Tirones liber. Alcalá de Henares, 1553.

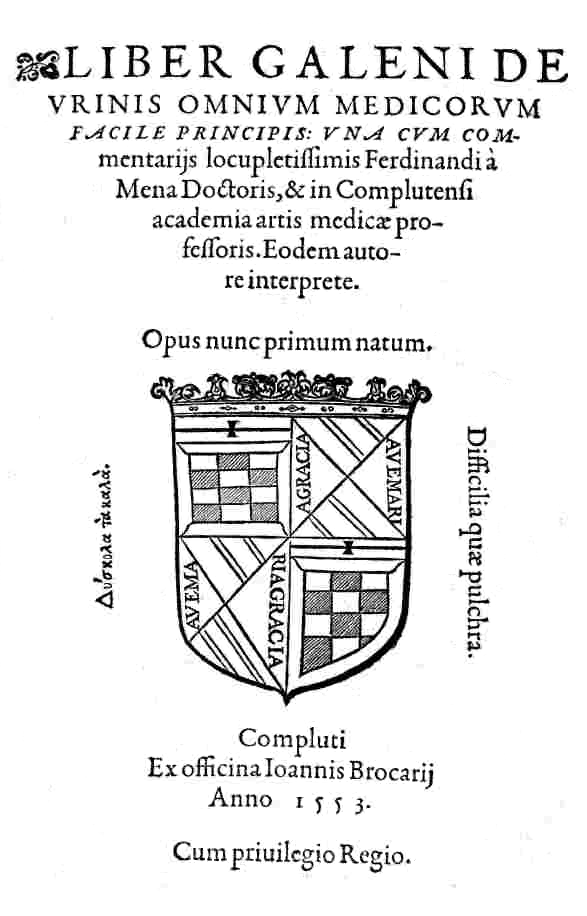
Liber Galeni de vrinis omnium medicorum facile principis. Alcalá de Henares, 1553.

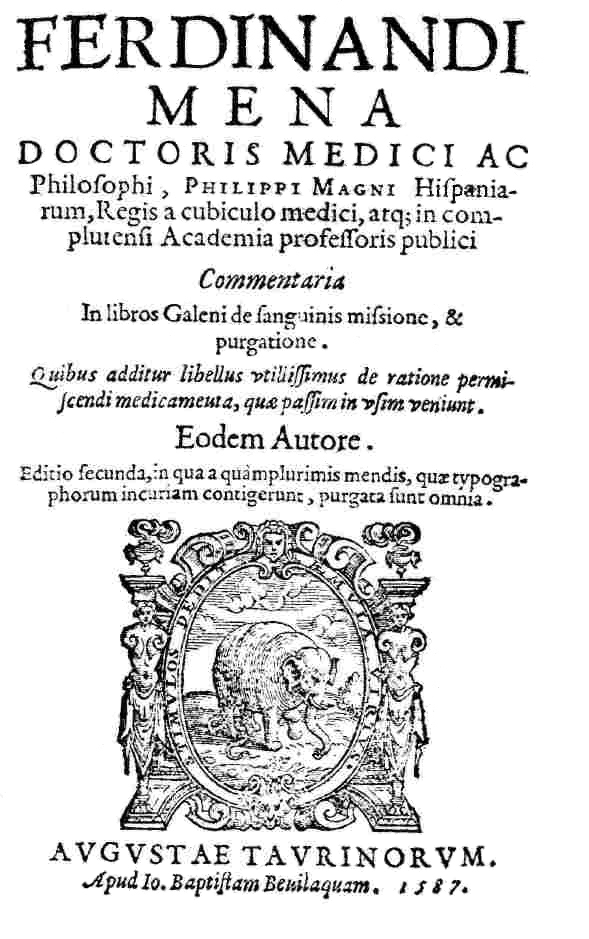
Commentaria in libros Galeni de sanguinis missione, & purgatione (2ª ed.). Turín, 1587.

Fernando de Mena (Socuéllamos, Ciudad Real; ca. 1520 - Madrid; julio de 1585) médico, humanista y traductor español. Catedrático de prima de medicina de la Universidad de Alcalá y médico de cámara de Felipe II de España.

## Biografía
Nació en Socuéllamos (provincia de Ciudad Real) alrededor de 1520. Fue colegial del Colegio menor de la Madre de Dios o de Teólogos de la Universidad de Alcalá, alcanzando los grados de bachiller (1540), licenciado (1543) y doctor (1545) en Medicina. Su profundo conocimiento del latín y del griego le permitió traducir y comentar las obras de Galeno. Desde 1545 desempeñó la cátedra de vísperas (por la tarde) de Medicina, hasta que en 1553 sucediera a Diego de León como catedrático de prima (por la mañana) en la Universidad de Alcalá. En 1560 fue nombrado médico de cámara de Felipe II, puesto que desempeñó hasta su muerte. Intervino en la consulta de la caída del príncipe don Carlos en 1562. 
Se casó con Catalina Romano, pero no llegó a tener hijos.
En 1568 fundó en Alcalá de Henares el Colegio menor de San Cosme y San Damián, popularmente conocido como "de Mena", destinado a sus parientes y en su defecto a los naturales de Socuéllamos o su comarca. Finalmente en 1759, por problemas económicos, acabó incorporándose al Colegio de San Clemente Mártir o de los Manchegos, y este a su vez al Colegio de los Verdes en 1779.
Falleció en Madrid en julio de 1585, por un gran cálculo renal, según cuenta su discípulo, el célebre Francisco Díaz (1527-1590) padre de la urología; aunque algunos autores datan la fecha de su muerte en 1568. Su sepulcro se localiza en una capilla de la Iglesia de Santiago Apóstol (Medina de Rioseco); en su epitafio pone:
Reliquias Menae, celebris doctoris in orbe,

Sic locus exiguus, parva sepulcra tegunt.

Ossa, bonae vires magnas praebentia vitae,

Albida praegelida, cerne, teguntur humo.

## Obras
Publicó varias traducciones y comentarios de obras de Galeno, aunque no servilmente.
- Claudii Galeni de pulsibus ad Tirones liber, graeco in latino sermone conversus. Alcalá de Henares, 1553.
- Liber Galeni de urinis omnium medicorum facile principis: una cum commentariis locuplentissimis. Alcalá de Henares, 1553; Valencia, 1553.
- Liber de ratione permiscendi medicamenta, quae passim medicis veniuntin vsum, dum morbis medentur. Alcalá de Henares, 1555.
- Commentaria nuper edita in libros De sanguinis missione & purgatione Claudii Galeni. Turín, 1557; Alcalá de Henares, 1558.
- Methodus febrium omnium et earum symptomatum curatoria Hispaniae Medicis potissimum ex vsu. Antuerpiae. 1568.
- Commentaria in libros Galeni de sanguinis missione, & purgatione (2ª ed.). Turín, 1587.

## Reconocimiento
En su ciudad natal, Socuéllamos, tiene dedicado desde el 1 de octubre de 1975 el Instituto de Enseñanza Secundaria "Fernando de Mena"; y, además, tiene también una calle en su honor.

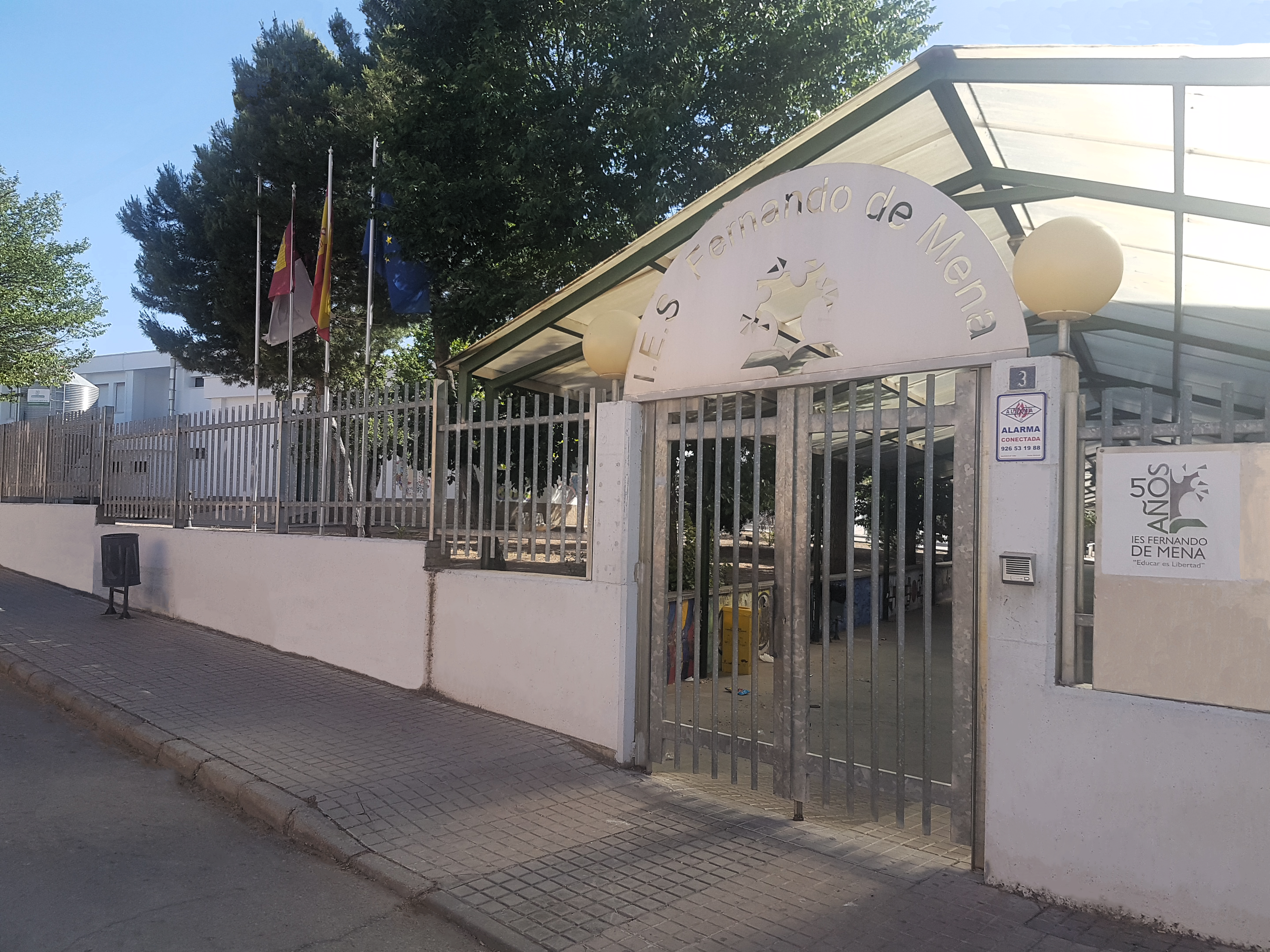
IES Fernando de Mena, entrada (Socuéllamos)
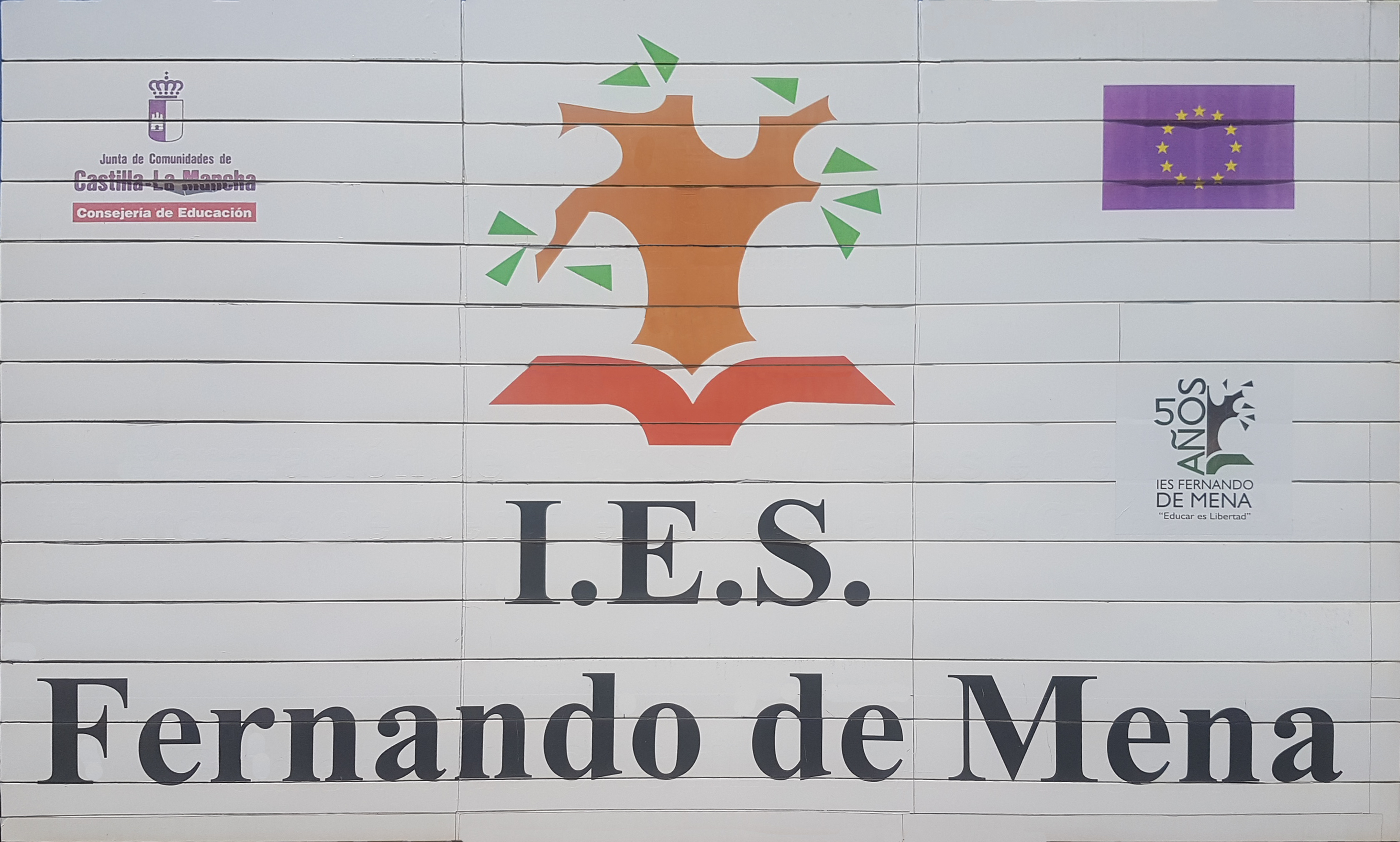
IES Fernando de Mena, cartel (Socuéllamos)
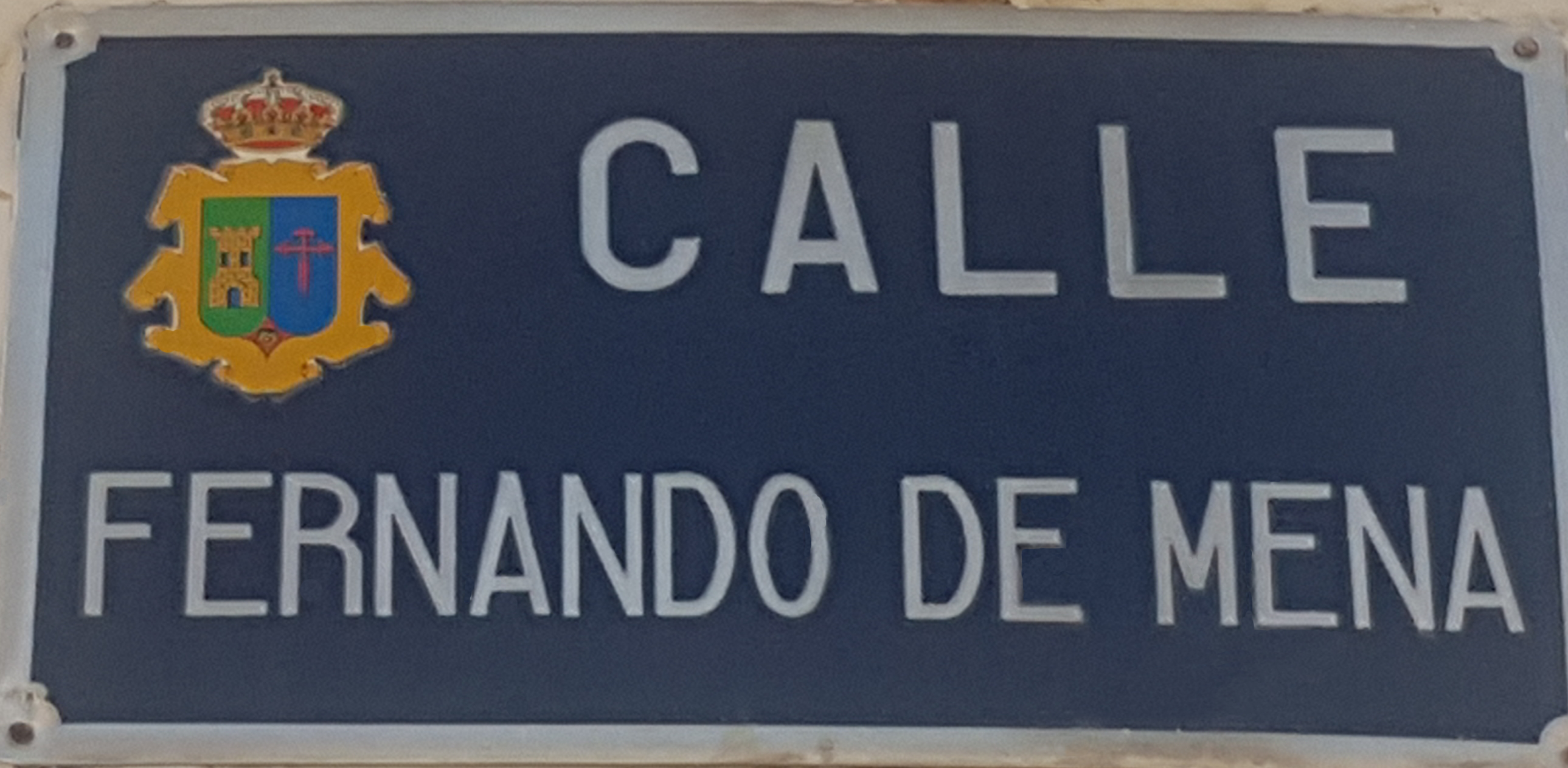
Calle Fernando de Mena (Socuéllamos)